# Fort Carlton
Pour les articles homonymes, voir Carlton.
Fort Carlton (initialement Carlton House) fut construit en 1810 comme poste de ravitaillement pour la Compagnie de la Baie d'Hudson. Situé au sud de la rivière Saskatchewan Nord, le Fort reste un dépôt de peaux important presque jusqu'à la fin du commerce de la fourrure dans la région. Le fort a été désigné lieu historique national du Canada en 1976 et est un parc provincial de la Saskatchewan depuis 1987.
C'est dans ses parages que sera signé le Traité 6 de 1876 entre les Cris et le gouvernement du Canada. Le fort est détruit par un incendie en 1885, lors de la Rébellion du Nord-Ouest.

## Histoire
En 1976, le fort Carlton a été désigné Lieu historique national. Il est devenu un parc provincial le 26 mai 1986.

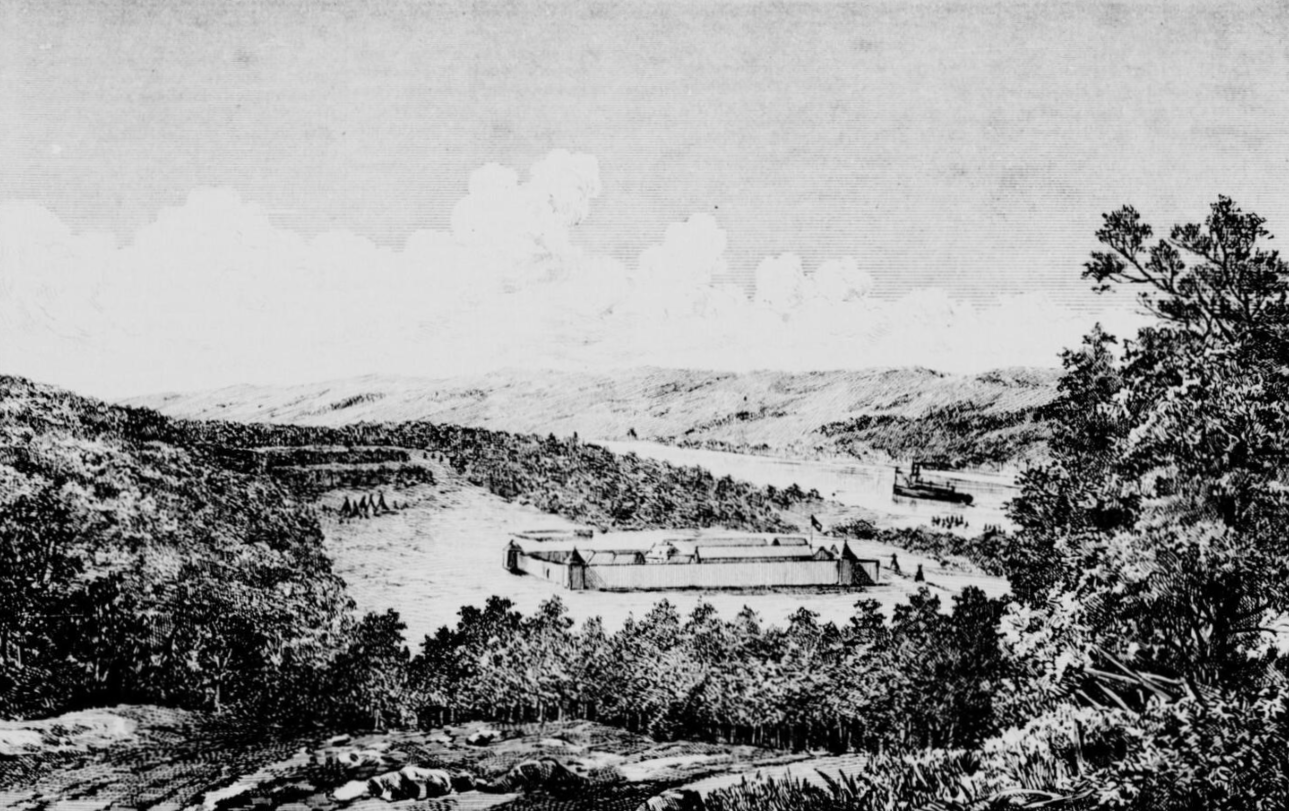
Fort Carlton, vers 1877.